# Esther Bejarano Schule
Die Esther Bejarano Schule (ehemals Stadtteilschule Bahrenfeld) ist eine städtische Schule in der Freien und Hansestadt Hamburg. Sie ist in dem zum Hamburger Bezirk Altona gehörenden Stadtteil Bahrenfeld gelegen und wird seit August 2010 in der Schulform einer Stadtteilschule mit eigener gymnasialer Oberstufe geführt. Zuvor wurde sie seit 1996 als Gesamtschule betrieben und trug den Namen Gesamtschule Bahrenfeld. Die Schule hat eine lange und wechselvolle Geschichte; ihre Anfänge gehen bis ins 17. Jahrhundert zurück. Seit 1880 befindet sie sich an ihrem heutigen Standort an der Regerstraße (früher Schumannstraße) nahe der Bahrenfelder Chaussee. Die Stadtteilschule besteht heute aus mehreren, zwischen 1880 und 2019 in verschiedenen Bauschritten erstellten sowie mittlerweile fast vollständig modernisierten Gebäuden auf einem weitläufigen Campus mit altem Baumbestand. Alle Gebäude sind barrierefrei ausgebaut. Die jüngsten Neubauten sind ein Erweiterungsbau mit großer Mensa im Erdgeschoss und Fach- und Klassenräumen in den Obergeschossen und eine Gymnastikhalle, so dass vier Sporthallenfelder zur Verfügung stehen.

## Geschichte

### Dorfschule/Volksschule Bahrenfeld (17. Jahrhundert–1880)
Die Stadtteilschule Bahrenfeld ging aus der ehemaligen Bahrenfelder Dorfschule hervor, die erstmals 1667 im Kirchenbuch von Ottensen erwähnt wurde. Die spätere Volksschule des damals zu Holstein-Pinneberg gehörenden Bauerndorfes Bahrenfeld bezog 1790 einen Neubau am Bahrenfelder Marktplatz im alten Ortszentrum, das beim Bau der Bundesautobahn 7 in den 1970er-Jahren verschwand. Der Schulneubau beinhaltete einen Klassenraum sowie eine Wohnung für den Lehrer, der von der bäuerlichen Bevölkerung des Dorfes teils in Naturalien bezahlt wurde und wegen der verbreiteten Armut oft kein Gehalt erhielt. Nachdem Bahrenfeld 1867 zu Preußen kam und im gleichen Jahr an die neueröffnete Altona-Blankeneser Eisenbahn angeschlossen wurde, siedelten sich in der Folgezeit erste Industriebetriebe an. Durch die Bevölkerungszunahme wurde das Schulgebäude am Marktplatz bald zu klein; eine Klasse war zwischenzeitlich in einem ehemaligen Schafstall untergebracht worden und eine andere Klasse wurde in einem Gasthof unterrichtet.

### Schule Schumannstraße/Schule Regerstraße (1880–1996)

Straßenansicht des Schulneubaus von 1880 (Bauzeichnung vom Architekten Hansen) – heute Haus 2

1880 wurde am heutigen Standort nach den Plänen des Architekten Hansen ein Schulneubau errichtet, der insgesamt vier Klassenräume für je 80 Schüler umfasste und der heute als sogenanntes Haus 2 zum Gebäudeensemble der Stadtteilschule gehört. Die neue Schulglocke, mit der zur Pause geläutet wurde, befindet sich heute in der Schulaula. Nachdem Bahrenfeld 1890 nach Altona/Elbe eingemeindet worden war, wurde das Schulhaus der nach dem damaligen Straßennamen benannten Schule Schumannstraße bald wieder zu klein. 1892 wurden zwei zusätzliche Klassenräume angebaut und im Dachgeschoss eine Wohnung für den damaligen Schulleiter Frahm eingerichtet. Dieser bekam im Winter eine Gehaltszulage von 20 Pfennig pro Tag, da er die Klassenräume heizen musste. Im Zuge der Ansiedelung von Industriebetrieben, wie Nahrungsmittelproduktion, Elektromotoren, Tabak- und Glasindustrie, entstanden ab 1910 ausgedehnte Arbeitersiedlungen an der Grenze zu Ottensen. Aufgrund der steigenden Schülerzahlen erhielt die Schule 1920 einen weiteren Neubau (jetzt Haus 3) und wurde später auch Mittelschule. Die Schule war mit den technischen Möglichkeiten der Zeit ausgestattet, so verfügte beispielsweise der Physik-Fachraum über eine damals moderne zentrale Stromversorgung.
1927 wurde im Rahmen des Schulversuchs „Förderstufe“ an der Schule eine Dependance der in der Bahrenfelder Gartenstadt Steenkampsiedlung gelegenen Schule Steenkamp eingerichtet. 1939 wurde an der Schule Schumannstraße gemeinsamer Unterricht für Jungen und Mädchen (Koedukation) eingeführt. Während des Zweiten Weltkriegs wurde 1943 der Keller des Hauses 3 mit Beton und Stahlträgern verstärkt und diente seitdem als Luftschutzkeller für Schüler, Lehrer und Anwohner. Heute erinnert eine Inschrift an den ehemaligen Schutzraum. Ab 1944 wurde die Schule für Abschlussklassen im sonst infolge der Bombenangriffe unbeschulten Kerngebiet genutzt.
Nach Kriegsende 1945 wurde die Schule Steenkamp (später Schule Osdorfer Weg im benachbarten Stadtteil Hamburg-Groß Flottbek, heute Grundschule Groß Flottbek) im Haus 2 untergebracht, weil deren Schulgebäude in der Steenkampsiedlung von den Engländern als Kasino genutzt wurde. Dadurch verfügte die Schule Schumannstraße für damals insgesamt 1.350 Schülerinnen und Schüler nur noch über das Haus 3, so dass der Unterricht in drei Schichten von 08:00–12:00 Uhr, 12:00–16:00 Uhr und für die Ältesten von 16:00–20:00 Uhr erfolgen musste. Zwischen den Unterrichtsstunden erhielten alle Kinder die sogenannte „Schwedenspeisung“, die unter anderem aus Suppen und Nudelgerichten bestand und die eine Spendenaktion der Schweden für die Hamburger Schulkinder darstellte.
1949 wurde für die Schule in Kisdorf im schleswig-holsteinischen Kreis Segeberg das Schullandheim Ulmenhof errichtet. Es umfasste anfangs einen Tagesraum in einer Nissenhütte und zwei Schlafräume, die auf dem Heuboden eines Bauernhofs eingebaut waren. Im Jahr 1952 erhielt die Schule Schumannstraße eine Holzbaracke mit 11 Klassenräumen, wodurch der Schichtunterricht beendet werden konnte. 1953 wurde der Schulbetrieb in der Baracke als eigenständige Schule ausgegliedert und in einen Schulneubau in der Mendelsohnstraße verlagert. Die seitdem wieder alleine über ihr Schulgelände verfügende Schule erhielt 1956 eine Turnhalle und weitere Gebäude mit 12 Klassenräumen. Sie war nun Grundschule mit „Praktischer und Technischer Oberschule“ und führte nach zwischenzeitlich erfolgter Umbenennung der Schumannstraße in Regerstraße den Namen Schule Regerstraße. In den 1960er-Jahren wurde die Schule aufgrund gestiegener Schülerzahlen um mehrere Pavillons erweitert, die zum Teil später wieder abgerissen wurden, da sie mit Asbest belastet waren.
Im Jahr 1966 wurde an der Schule als eine der ersten Hamburger Schulen das Fach Arbeitslehre eingeführt sowie Betriebspraktika ermöglicht. Bald danach wurden als pädagogische Neuerung Wahlpflichtfächer eingerichtet. 1976 wurde das Haus 2 grundsaniert und dort Fachräume für Chemie, Physik und Textil sowie eine Holzwerkstatt geschaffen. 1979 wurden im Haus 2 zwei Klassenräume zusammengelegt und ein Musik- und Veranstaltungsraum eingerichtet. Das 100-jährige Bestehen des Hauses 2 wurde 1980 eine Woche lang mit einem Stadtteilfest gefeiert, an dem insgesamt etwa hundert Mitveranstalter wie Nachbarschulen, Betriebe und Vereine beteiligt waren. 1992 beantragte die Schule nach einstimmigem Beschluss der Schulkonferenz bei der Hamburger Behörde für Schule und Berufsbildung die Umwandlung in eine Gesamtschule. In den folgenden Jahren litt die Schule unter Raummangel und erhielt zur Abhilfe einen weiteren Pavillon mit vier Klassenräumen und einem Differenzierungsraum.

### Gesamtschule Bahrenfeld (1996–2010)

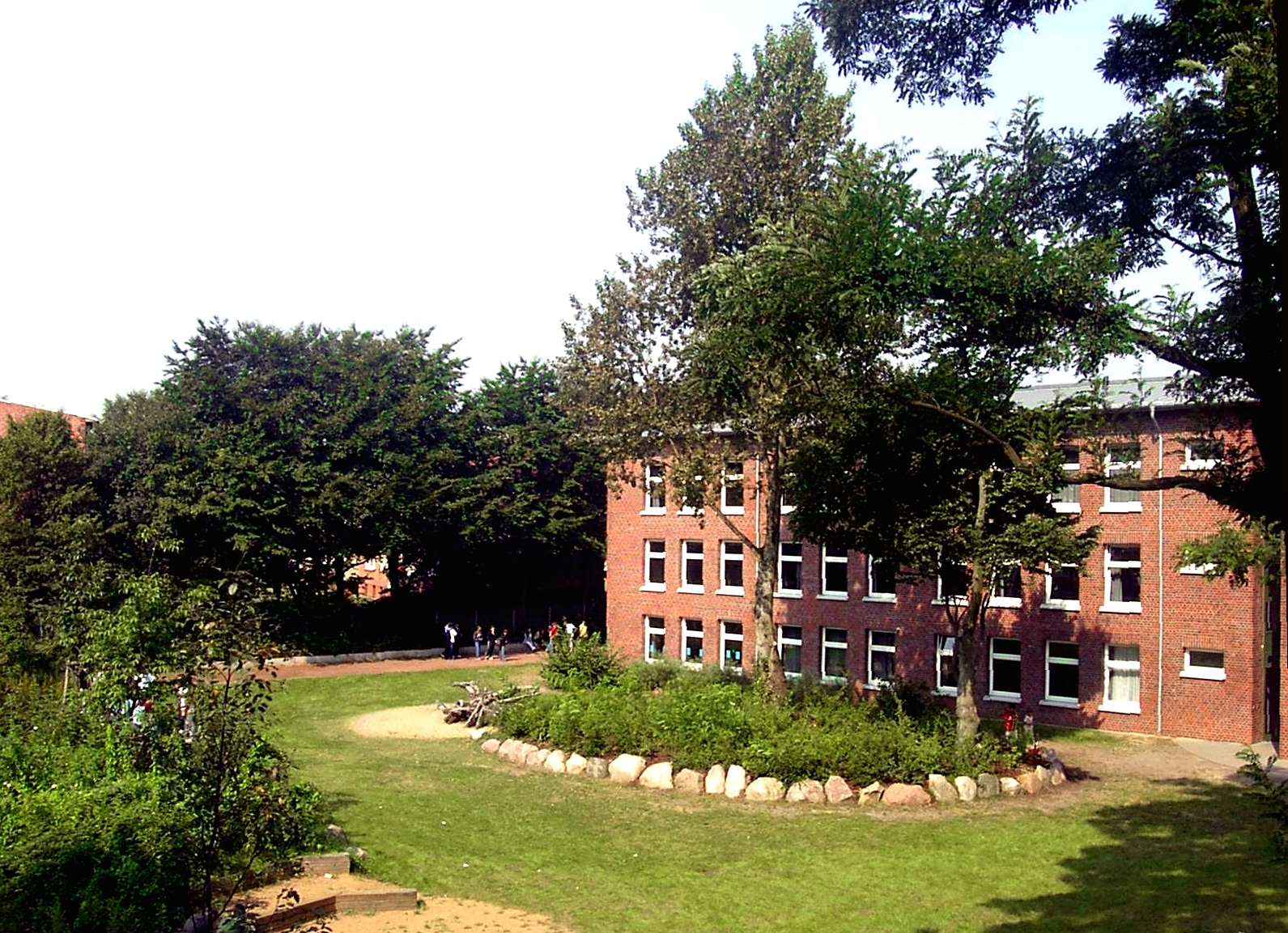
Teil des Schulgeländes mit Haus 8

Mit dem Aus- und Umbau der Schule nach dem Raumplan für Gesamtschulen wurde 1996 begonnen und die Schule führte fortan den Namen Gesamtschule Bahrenfeld. Der Ausbau erfolgte im Rahmen eines Modellversuchs, bei dem die Projektleitung bei der Schulleitung lag, und wurde 2004 abgeschlossen. Mit einem Kostenaufwand von etwa 15 Millionen Euro entstanden unter anderem neue Klassenräume, Fachräume für Biologie und Physik, eine Doppelsporthalle, Sportanlagen, ein großzügiges Freizeitgelände sowie das Hauptgebäude mit Aula, Pausenhalle, Cafeteria, Verwaltung, Lehrerzimmer, Arbeitslehre mit Küche, Mehrzweckwerkstatt und Holz- und Metallwerkstatt mit entsprechenden Maschinenräumen. Außerdem wurden die Häuser 2 und 3 umgebaut für die Fächer Musik, Informatik, Chemie und Kunst.
Das Lernen mit Neuen Medien stellt seit 2006 einen der pädagogischen Schwerpunkte dar und seitdem werden die Wahlpflichtkurse „Medien“ und „Informatik“ angeboten. 2007 wurde die Gesamtschule Bahrenfeld als eine der ersten Schulen in Hamburg mit den Mitteln des „Sonderinvestitionsprogramms 2010“ elektronisch vollvernetzt. Jeder Klassenraum und Fachraum erhielt Zugang zum internen Netz und ins Internet. Im Jahr 2009 wurde auf dem Dach des Hauses 3 eine Solaranlage in Form einer Photovoltaikanlage installiert, die täglich circa 65 kWh elektrischen Strom produziert. Von dieser Solarstromanlage wurden beispielsweise in den Sommerferien 2009 insgesamt 1200 kWh „grüner Strom“ produziert und in das öffentliche Stromnetz eingespeist.

### Stadtteilschule Bahrenfeld (2010–2023)
Zum 1. August 2010 wurde im Rahmen der Schulreform im Stadtstaat Hamburg die Gesamtschule Bahrenfeld in eine Stadtteilschule umgewandelt und entsprechend umbenannt. Gleichzeitig begann die jetzige Stadtteilschule Bahrenfeld mit dem Aufbau einer eigenen gymnasialen Oberstufe.

### Esther Bejarano Schule (seit 2023)
Seit dem 1. Oktober 2023 ist die Schule nach Esther Bejarano benannt, einer Holocaust-Überlebenden und Aktivistin gegen Antisemitismus und Rassismus aus Hamburg.

## Architektur
Das 1880 nach den Plänen von Architekt Hansen errichtete und 1892 erweiterte Haus 3 wurde 2009 unter Denkmalschutz gestellt.

## Zahlen und Daten
Das Kollegium setzt sich im Schuljahr 2022/2023 zusammen aus
- rund 100 Lehrkräften
- 12 Sonderpädagoginnen und Sonderpädagogen
- 16 Sozialpädagoginnen und Sozialpädagogen
- 1 Werkmeister

Sie betreuen rund 1000 Schülerinnen und Schüler. Die Jahrgänge 5–10 sind fünf- bis sechszügig, die Oberstufe drei- bis vierzügig. In den Jahrgängen 8 bis 10 werden sechs verschiedene Profilklassen und im Jahrgang 12 vier verschiedene Profile angeboten. Rund 66 % der Lehrkräfte haben die Lehrbefähigung für die Sekundarstufe II.

## Pädagogisches Konzept
Das Leitbild der Schule lautet „Gemeinsam lernen – Den Einzelnen achten – Zukunft gestalten!“ und ist auf den drei Säulen „Gestaltung des Lernens, des Miteinanders und der Schulentwicklung“ aufgebaut. Ziel ist es, die Schülerinnen und Schüler zu befähigen, selbstständig zu lernen, Verantwortung für ihren Lernprozess und für ihre Entscheidungen zu übernehmen. Dafür ist u. a. seit 2014/15 die „Lernzeit“ ein wichtiges Instrument. Das Lernkonzept basiert auf dem Wechsel zwischen individualisierten und kooperativen Lernformen, dem Erwerb und Training eines Methodenrepertoires, Lernen auf verschiedenen Kompetenzstufen in den Fächern Deutsch, Mathematik und Englisch, fächerverbindende und handlungsorientierte Arbeit in naturwissenschaftlichen Fächern, sowie Beschäftigung mit fächerübergreifenden, übergeordneten Themen in den Projektzeiten. In allen Fächern ist das digitale Lernen in den Unterricht integriert (Smartboards, iPads, Laptops, Medienecken, PC-Räume).
Zu den besonderen Angeboten der Schule zählen gegenwärtig Lions-Quest Qualitätssiegel, Förderung besonderer Begabungen (Philosophieren mit Kindern), Young ClassX Chöre, Sportbetonte Schule (Schwerpunkt: Klettern/Abenteuer- und Erlebnissport).

## Preise und Auszeichnungen (Auswahl)
- 2022: 3. Platz beim bundesweiten fair@school-Wettbewerb
- 2022: 1. Platz bei der E-Waste-Race (8a)
- seit 2017/18: Prädikat Sportbetonte Schule des Hamburger Landesinstituts für Lehrerbildung und Schulentwicklung/Li-Sport[9]
- 2016: Preis für eine 8. Profilklasse für die erfolgreiche Teilnahme am Wettbewerb HVV-FutureTour
- seit 2015/16: Prädikat „Faire Schule“ des EPIZ Berlin[10]
- 2010/11: Preise an Klassen der Schule für die erfolgreiche Teilnahme am Wettbewerb Be Smart Don’t Start der Europäischen Union[11]
- 2009: Hamburger Klimabär des Hamburger Senats, als eine der klimafreundlichsten Schulen in Hamburg
- 2009: 2. Preis beim Projekt Hamburger Hauptschulmodell des Hamburger Netzwerks der Initiative für Beschäftigung[12]
- 2009: Lions-Quest Qualitätssiegel des Hilfswerks der Deutschen Lions e. V. (HDL), für die Umsetzung des Unterrichtsprogramms Lions Quest „Erwachsen werden“[13]
- 2008/2009: Gesundheitspreis Gesunde Schule der HAG – Hamburgische Arbeitsgemeinschaft für Gesundheitsförderung e. V. (Motto: „Unsere Schule bewegt sich!“)[14]